# Sauvigny-le-Beuréal
Cet article possède des paronymes, voir Savigny et Sauvigney.
Pour les articles homonymes, voir Sauvigny (homonymie).
Sauvigny-le-Beuréal est une commune française située dans le département de l'Yonne en région Bourgogne-Franche-Comté.

## Géographie
Les habitants s'appellent les Beurnichons et les Beurnichonnes.[réf. nécessaire]

### Climat
Pour des articles plus généraux, voir Climat de la Bourgogne-Franche-Comté et Climat de l'Yonne.
En 2010, le climat de la commune est de type climat océanique dégradé des plaines du Centre et du Nord, selon une étude du Centre national de la recherche scientifique s'appuyant sur une série de données couvrant la période 1971-2000. En 2020, Météo-France publie une typologie des climats de la France métropolitaine dans laquelle la commune est exposée à un climat océanique altéré et est dans la région climatique  Lorraine, plateau de Langres, Morvan, caractérisée par un hiver rude (1,5 °C), des vents modérés et des brouillards fréquents en automne et hiver. 
Pour la période 1971-2000, la température annuelle moyenne est de 10,4 °C, avec une amplitude thermique annuelle de 15,7 °C. Le cumul annuel moyen de précipitations est de 798 mm, avec 12,7 jours de précipitations en janvier et 8,1 jours en juillet. Pour la période 1991-2020, la température moyenne annuelle observée sur la station météorologique de Météo-France la plus proche, « St André », sur la commune de Saint-André-en-Terre-Plaine à 4 km à vol d'oiseau, est de 11,3 °C et le cumul annuel moyen de précipitations est de 849,9 mm. 
La température maximale relevée sur cette station est de 41,3 °C, atteinte le 24 juillet 2019 ; la température minimale est de −16 °C, atteinte le 20 décembre 2009,,. 
Les paramètres climatiques de la commune ont été estimés pour le milieu du siècle (2041-2070) selon différents scénarios d'émission de gaz à effet de serre à partir des nouvelles projections climatiques de référence DRIAS-2020. Ils sont consultables sur un site dédié publié par Météo-France en novembre 2022.

## Urbanisme

### Typologie
Au 1er janvier 2024, Sauvigny-le-Beuréal est catégorisée commune rurale à habitat dispersé, selon la nouvelle grille communale de densité à sept niveaux définie par l'Insee en 2022.
Elle est située hors unité urbaine. Par ailleurs la commune fait partie de l'aire d'attraction d'Avallon, dont elle est une commune de la couronne,. Cette aire, qui regroupe 74 communes, est catégorisée dans les aires de moins de 50 000 habitants,.

### Occupation des sols
L'occupation des sols de la commune, telle qu'elle ressort de la base de données européenne d’occupation biophysique des sols Corine Land Cover (CLC), est marquée par l'importance des territoires agricoles (97,5 % en 2018), une proportion identique à celle de 1990 (97,5 %). La répartition détaillée en 2018 est la suivante : 
prairies (70,6 %), terres arables (26,9 %), forêts (2,5 %). L'évolution de l’occupation des sols de la commune et de ses infrastructures peut être observée sur les différentes représentations cartographiques du territoire : la carte de Cassini (XVIIIe siècle), la carte d'état-major (1820-1866) et les cartes ou photos aériennes de l'IGN pour la période actuelle (1950 à aujourd'hui).

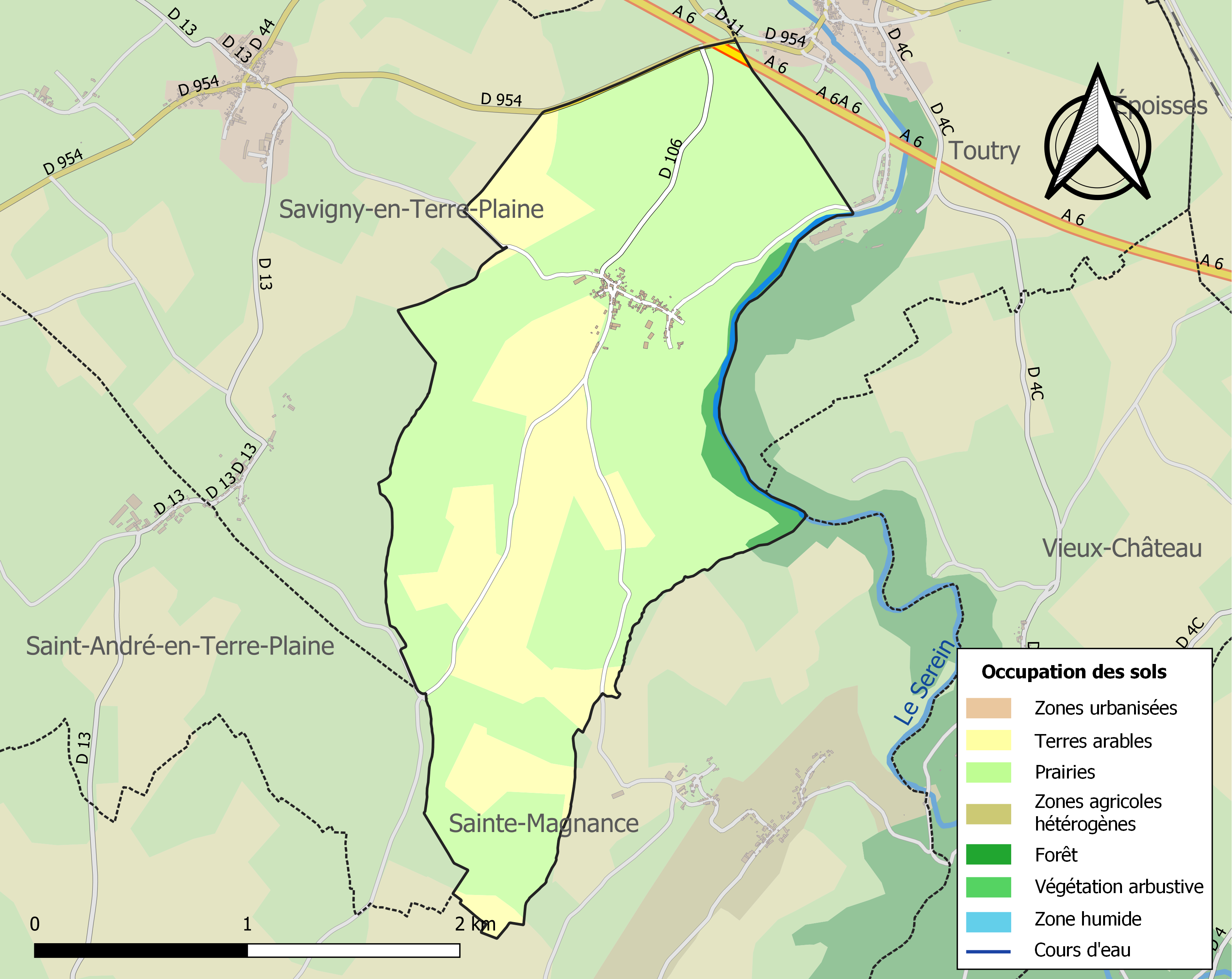
Carte des infrastructures et de l'occupation des sols de la commune en 2018 (CLC).

## Histoire
Les ducs de Bourgogne, propriétaires du lieu, remettent le domaine de Sauvigny en fief à leurs vassaux, les Anséric de Montréal. Ceux-ci font construire un château sur le site de Beauvoir, un promontoire escarpé qui domine la rive gauche du Serein. Le fief passe à une branche cadette de la maison de Montréal : en 1190, Gui de Montréal en est le seigneur. Puis ses descendants quittent le nom de Montréal au profit de celui de Beauvoir, tel Gui de Beauvoir mort en 1305.
Tandis que la lignée des Anséric s'éteint à Montréal, la branche cadette des Beauvoir se développe et devient Beauvoir-Chastellux par alliance puis héritage en 1383.
Au début du XIVe siècle, Jean d'Auxerre devient seigneur de Beauvoir par mariage. Le fief reste entre les mains de ses descendants jusqu'en 1475, date à laquelle il passe à Jean de Ferrière, seigneur de Presle. Son fils épouse Catherine de La Magdeleine qui, une fois veuve, se remarie avec Claude de Rochefort seigneur entre autres de Vassy-sous-Pisy. Le fief restera dans cette famille jusqu'à la fin de XVIe siècle puis repassera  aux La Magdeleine, seigneurs de Ragny.
Pendant les guerres de religion, en 1569 précisément, le duc de Deux-Ponts Wolfgang de Bavière mène une expédition militaire destinée à soutenir les protestants de Vézelay. Il ravage les villages entre Précy-sous-Thil et Guillon. Il prend et incendie le château de Beauvoir, qui est alors abandonné.
Les seigneurs du fief de Beauvoir n'avaient qu'une partie de Sauvigny-le-Beuréal.

## Politique et administration
| Période    | Période   | Identité           | Étiquette | Qualité   |
| ---------- | --------- | ------------------ | --------- | --------- |
|            |           |                    |           |           |
| mars 2001  | mars 2008 | Jean-Louis Gueneau |           | Rédacteur |
| mars 2008  |           | Catherine Ornella  |           |           |
| avant 2013 |           | Bernard Boudret    |           |           |
| 2014       | 2020      | Pierre Noirot      |           |           |

## Démographie
L'évolution du nombre d'habitants est connue à travers les recensements de la population effectués dans la commune depuis 1793. Pour les communes de moins de 10 000 habitants, une enquête de recensement portant sur toute la population est réalisée tous les cinq ans, les populations de référence des années intermédiaires étant quant à elles estimées par interpolation ou extrapolation. Pour la commune, le premier recensement exhaustif entrant dans le cadre du nouveau dispositif a été réalisé en 2005.

En 2022, la commune comptait 67 habitants, en évolution de −8,22 % par rapport à 2016 (Yonne : −1,95 %, France hors Mayotte : +2,11 %).
| 1793 | 1800 | 1806 | 1821 | 1831 | 1836 | 1841 | 1846 | 1851 |
| ---- | ---- | ---- | ---- | ---- | ---- | ---- | ---- | ---- |
| 196  | 205  | 181  | 194  | 218  | 223  | 203  | 199  | 172  |

| 1856 | 1861 | 1866 | 1872 | 1876 | 1881 | 1886 | 1891 | 1896 |
| ---- | ---- | ---- | ---- | ---- | ---- | ---- | ---- | ---- |
| 176  | 177  | 186  | 172  | 174  | 189  | 180  | 202  | 212  |

| 1901 | 1906 | 1911 | 1921 | 1926 | 1931 | 1936 | 1946 | 1954 |
| ---- | ---- | ---- | ---- | ---- | ---- | ---- | ---- | ---- |
| 224  | 192  | 206  | 183  | 172  | 164  | 170  | 152  | 132  |

| 1962 | 1968 | 1975 | 1982 | 1990 | 1999 | 2005 | 2006 | 2010 |
| ---- | ---- | ---- | ---- | ---- | ---- | ---- | ---- | ---- |
| 107  | 82   | 99   | 101  | 79   | 66   | 63   | 62   | 62   |

| 2015 | 2020 | 2022 | - | - | - | - | - | - |
| ---- | ---- | ---- | - | - | - | - | - | - |
| 72   | 68   | 67   | - | - | - | - | - | - |

## Lieux et monuments
- Chapelle Saint-Marc

Cette chapelle se trouvait sur le territoire de ce village. En 1666 on la dit "... entièrement abattue il y a plus de 40 ans..." et on la "croit avoir été fondée par les seigneurs de Beauvoir, alors leurs seigneurs en partie...". C'est probablement de là que vient la confusion avec l'église de la part de Courtépée.
- Église Immaculée-Conception

C’est vraisemblablement à l’extrême fin du XIIe siècle ou au début du XIIIe siècle qu'est construite l'église Saint-André. À une date que nous ignorons, elle a changé de vocable pour celui de Notre-Dame puis de l'Immaculée-Conception. Cet édifice fut remanié au cours des siècles. Était-elle voutée en pierre à sa construction ? les culots anthropomorphes aux angles du chevet sont-ils la base d'une ancienne voûte ou du remploi ? Ce qui est sûr c'est que le faux plafond cache une magnifique charpente en berceau plein cintre (qui a dû être lambrissée) du XVe siècle. Le clocher, déjà "ruyneux" en 1666, et qui se trouvait au-dessus de l'avant nef et soutenu par deux petites chapelles, est abattu et reconstruit sur le côté nord en 1870. Cette église possède une statuaire intéressante, entre autres une "Vierge allaitante" et un "Saint-Beurnichon", saint spécifique à ce village. Y avait-il un cimetière sur la place entourant ce bâtiment ? On sait seulement que depuis la date des registres paroissiaux parvenus jusqu'à nous, soit 1627, les cérémonies religieuses ont lieu à Savigny-en-Terre-Plaine, et les morts sont inhumés dans le cimetière de ce lieu (peut-être à cause de l'état de l'église). Le cimetière actuel est édifié en 1848, car la municipalité de Savigny-en-Terre-Plaine refuse de continuer à recevoir les inhumations de Sauvigny-le-Beuréal.
- Ruines du château de Beauvoir

Le château est édifié au XIIe siècle par les Anséric de Montréal, sur la rive gauche du Serein, dans un site particulièrement défensif. Voici ce qu'en dit l'historien Victor Petit en 1870 : 

« C'est une construction peu étendue mais qui présente une assez bonne défense par suite de sa position isolée sur le sommet d'une roche dominant d'environ 45 mètres le cours du Serein, et aussi le revers d'un grand ravin rocheux au fond duquel coule un petit ruisseau. »

— Victor Petit
Du côté de la plaine, le château est défendu par des douves sèches creusées dans le roc, qu'on franchit par un pont-levis. La porte est défendue par une herse. De plan carré, la forteresse comporte six tours carrées. Elle date du XIVe siècle.
En 1569, le château est pillé et démantelé par le duc de Deux-Ponts Wolfgang de Bavière. Les granges, les bergeries et un moulin sont complètement brulés. Le lieu est alors abandonné.

## Pour approfondir